# Serguei Vardazarian
Serguei Vardazarian (15 de enero de 1994) es un deportista armenio que compite en taekwondo. Ganó una medalla de bronce en el Campeonato Europeo de Taekwondo de 2016, en la categoría de –68 kg.

## Palmarés internacional
| Campeonato Europeo | Campeonato Europeo | Campeonato Europeo | Campeonato Europeo |
| Año                | Lugar              | Medalla            | Categoría          |
| ------------------ | ------------------ | ------------------ | ------------------ |
| 2016               | Montreux (Suiza)   | Medalla de bronce  | –68 kg             |